# Digitec Galaxus
Die Digitec Galaxus AG ist ein Onlinehändler mit Sitz in Zürich. Das Unternehmen gehört zu 70 % der Migros und betreibt die Onlineshops Digitec und Galaxus in der Schweiz sowie im benachbarten EU-Ausland. Zudem unterhält es zehn Filialen in der Schweiz. Galaxus ist ein Online-Warenhaus mit breitem Sortiment, während sich Digitec auf IT und Elektronik spezialisiert. Das Unternehmen erwirtschaftete einen Umsatz von 3,2 Milliarden Franken im Jahr 2024.

## Geschichte
Gegründet wurde Digitec im April 2001 von den drei Jungunternehmern Oliver Nägeli (heute Oliver Herren), Florian Teuteberg und Marcel Dobler unter dem Namen Nägeli Trading & Co. in Form einer Kollektivgesellschaft. Am 8. Mai 2001 ging digitec.ch live. 2005 wurde die Kollektivgesellschaft in eine Aktiengesellschaft umgewandelt, das Unternehmen firmierte dann unter dem Namen Digitec AG (Eigenschreibweise: digitec AG). 2011 hat Digitec mit fast 300 Mitarbeitenden die Schwelle zum Grossunternehmen überschritten.
Im Mai 2012 schaltete die Digitec AG den Onlineshop Galaxus auf, der auch weitere Sparten abseits von Elektronik-Artikeln anbietet. Die Firma reagierte damit auf die schwindenden Margen und ein geringes Marktwachstum im Elektronik-Handel und weitete das Sortiment auf Artikel des alltäglichen Gebrauchs aus. 2014 wurde ein Relaunch des Internetauftritts online geschaltet, welche zuvor als Digitec Beta eine öffentliche Testphase durchlief. Das zugrunde liegende ERP stellt dabei eine Eigenentwicklung dar. Im gleichen Jahr änderte die Digitec AG den Namen in Galaxus (Schweiz) AG, ein Jahr später dann in Digitec Galaxus AG.
2012 erwarb die Migros für geschätzte 42 Millionen Franken eine 30-Prozent-Beteiligung an Digitec, seit 2015 ist die Migros mit einem Anteil von 70 % Mehrheitsaktionär der Digitec Galaxus AG.
Seit 2017 können Kundinnen und Kunden von Digitec Galaxus ihre beim Onlinehändler gekauften Produkte am selben Ort weiterverkaufen (Re-Commerce). 2020 räumte Digitec Galaxus seiner Kundschaft die Möglichkeit der Klimakompensation ein, den sie seit 2024 Klimabeitrag nennen.
Im November 2018 erfolgte mit galaxus.de der Markteintritt in Deutschland. Mit dem Schritt will sich das Unternehmen auch den Zugang zum „Digitalen Binnenmarkt“ sichern. Der deutsche Logistikstandort ist der Campus Fichtenhain in Krefeld-Fischeln. Der Geschäftsführer Florian Teuteberg kündigte zum Eintritt in den deutschen Markt an, dass bei grossem Erfolg in Deutschland ebenfalls eine Expansion in andere europäische Länder im Raum stehe. Bisher (Stand: 2023) schrieb Galaxus Deutschland aber noch Verluste, 49 Millionen Euro im Jahr 2022 und über 61 Millionen im Jahr 2023.
Auf 2020 bot Digitec Galaxus einen Filter für nachhaltige Produkte an.
Seit 2021 legt Digitec Galaxus die historische Preisentwicklung sämtlicher Produkte offen. Mit einem Umsatz von mehr als 100 Mio. Euro auf galaxus.de im Jahr 2021 wurde im selben Jahr nach Österreich expandiert.
2023 erfolgte der Markteintritt in Frankreich, Italien, Belgien und den Niederlanden, zudem zeigt Digitec Galaxus seither die Garantiefall- und Retourenquote aller Produkte im Sortiment an. In diesem Jahr kauften mehr als vier Millionen Kunden bei Digitec Galaxus ein, davon drei Millionen in der Schweiz und eine Million in der EU. Galaxus schrieb in der EU einen Umsatz von 286 Millionen Euro.
Seit 2024 geben Galaxus und Digitec bei allen Smartphones die Strahlenbelastung an.

## Sortiment und Vertrieb

### Sortiment

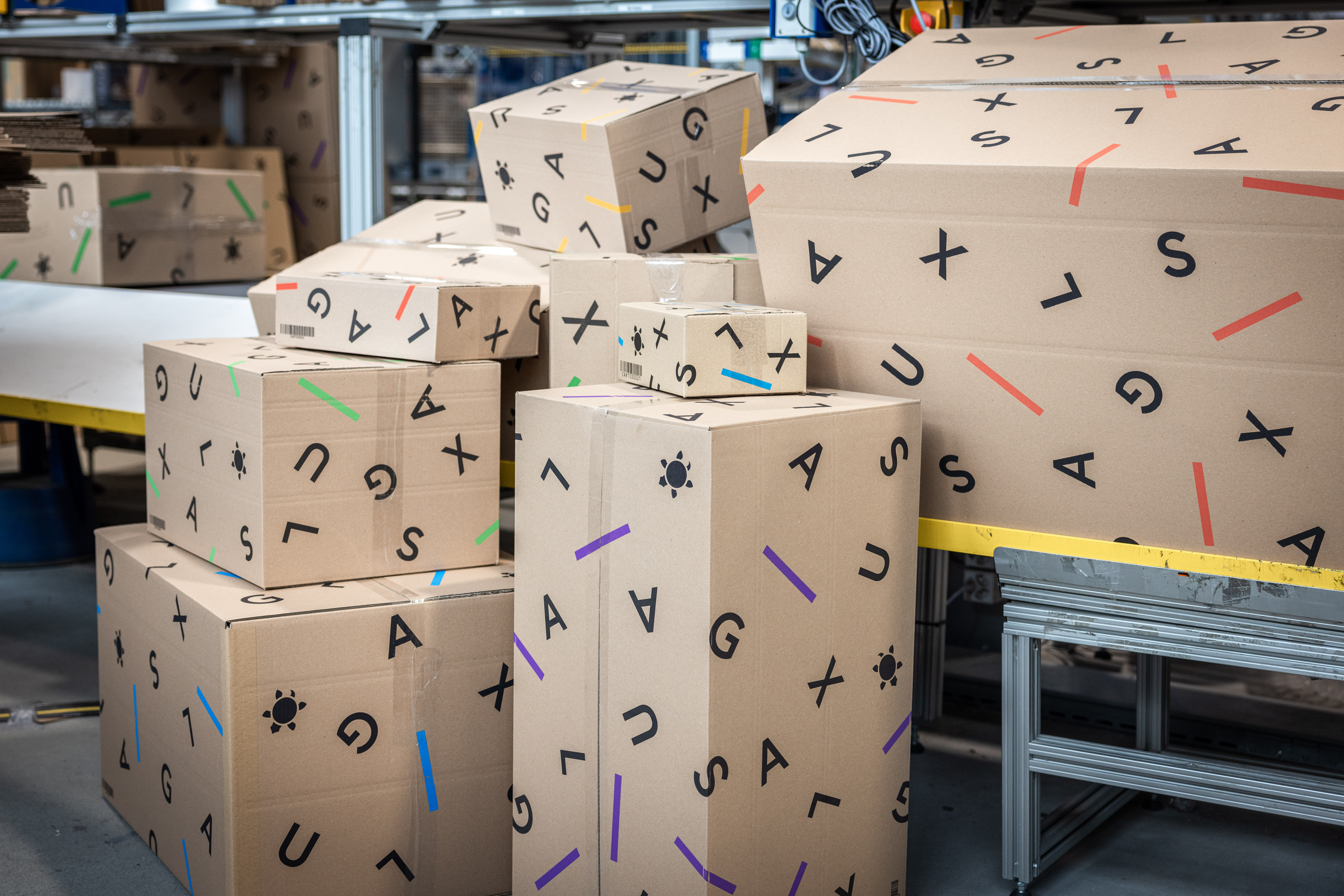
Galaxus-Pakete

Das Online-Warenhaus Galaxus bietet das Vollsortiment der Digitec Galaxus AG an, Digitec ist auf Elektronik spezialisiert. Insgesamt befanden sich per Ende 2023 rund 6,3 Millionen Produkte im Schweizer Sortiment von Digitec und Galaxus. Im Rahmen eines Marktplatz-Modells bieten in der Schweiz seit 2016, in Deutschland seit 2023, auch externe Händler ihre Produkte via Galaxus an, zudem wird ein Re-Commerce angeboten.
Digitec Galaxus bietet unter dem Namen Galaxus Mobile ein Handy-Abo für Kunden in der Schweiz an.

### Versand

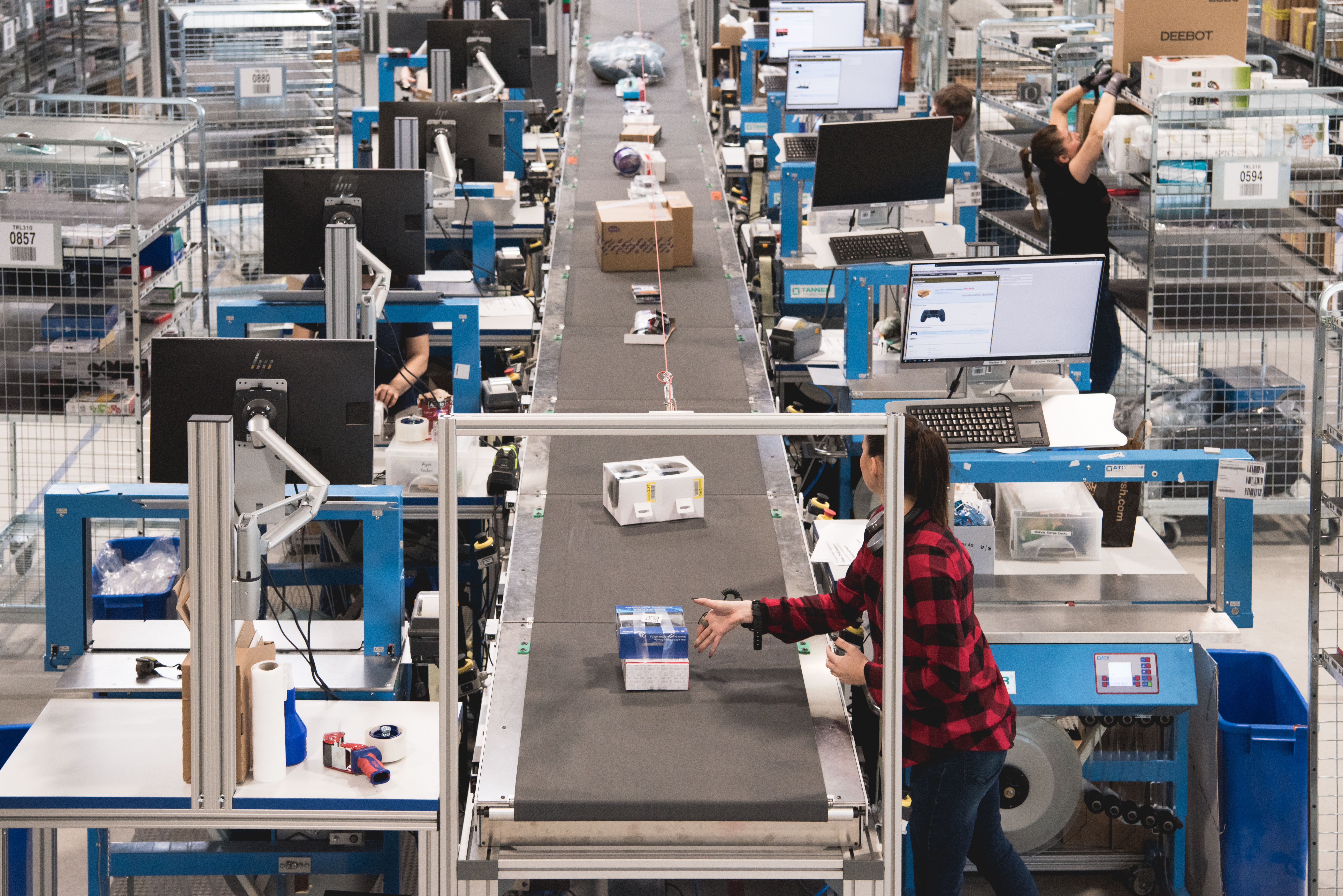
Lager von Digitec Galaxus in Wohlen, Aargau, Schweiz

Für den Versand arbeitet Digitec Galaxus in der Schweiz u. a. mit der Post zusammen, die Produkte werden in die Schweiz und nach Liechtenstein geliefert. Zweiter Versandpartner in der Schweiz ist Planzer.  Im ersten Quartal 2024 wurde die Möglichkeit geschaffen, wahlweise Planzer oder die Post als Lieferant zu bevorzugen. Die im Warenlager vorrätigen Produkte werden Montags bis Freitags am selben Tag versendet und treffen in aller Regel am nächsten Werktags an der Lieferadresse ein. Die Verfügbarkeiten sind bei jedem Produkt in Echtzeit ersichtlich. In der Stadt Zürich wurde 2020 Same Day Delivery eingeführt. Auf 2023 wurde die Same Day Delivery auf 60 % der Schweizer Haushalte ausgebaut.
In der EU ist DHL der Versandpartner von Digitec Galaxus.
Seit August 2022 bietet Digitec Galaxus seiner Kundschaft eine „langsame Lieferung“ an.

### Filialen und Abholmöglichkeiten
Digitec Galaxus betreibt in der Schweiz zehn Filialen. Diese Shops dienen als Showrooms, als Verkaufs-, Beratungs- und Abholstellen sowie als Rückgabeort, z. B. bei Garantiefällen. 2019 eröffnete Digitec Galaxus in Langendorf die erste Filiale in einem Einkaufszentrum der Migros, welche mangels Erfolg 2021 wieder geschlossen wurde.

### Logistik

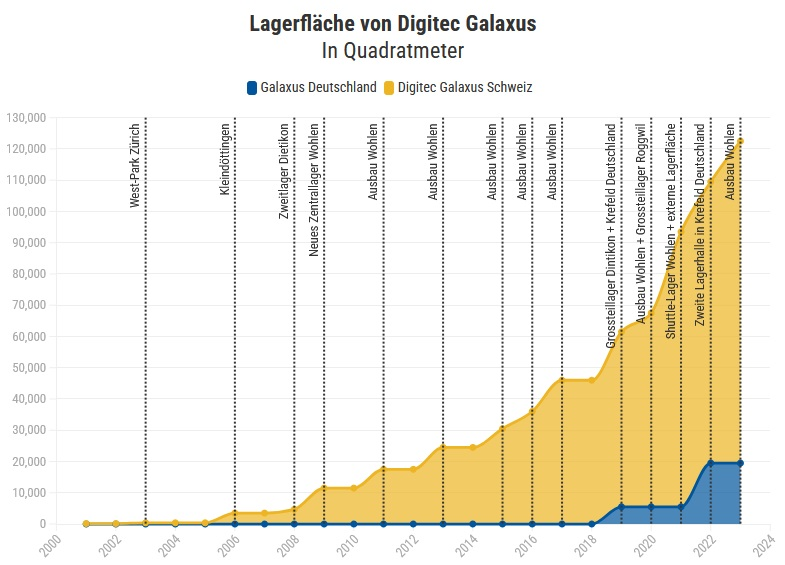
Entwicklung der Lagerfläche von Digitec Galaxus

Von 2006 bis 2009 wurde ein Warenlager im aargauischen Kleindöttingen betrieben. Seit 2009 betreibt Digitec Galaxus in Wohlen ein Warenlager auf dem Gelände des früheren Stahlwerks Ferrowohlen. 2020 ging dort ein neues, vollautomatisiertes Kleinteilelager in Betrieb, welches 2023 erweitert wurde. Ende April 2018 wurde ein EU-Hub in Weil am Rhein in Betrieb genommen. Dort werden die Auslandssendungen vollautomatisch gesammelt und verzollt, bevor sie zur Auslieferung weiter an die Schweizerische Post übergeben werden. 2019 wurde in Dintikon ein Warenlager für grosse Produkte in Betrieb genommen.
Seit 2018 betreibt Galaxus im deutschen Krefeld ein Warenlager. 2023 bezog der Onlinehändler am selben Standort ein neues Lager mit einer fast vervierfachten Lagerfläche. Die EU-Länder werden von Krefeld aus beliefert. 2022 beschäftigte Galaxus dort rund 100 Mitarbeitende.
Auf dem ehemaligen Gelände der Papierfabrik Utzenstorf will Digitec Galaxus ein neues Versandzentrum bauen, ein weiteres Warenlager plant Digitec Galaxus in Rafz. Anfang 2024 kündigte Digitec Galaxus an, dass das Unternehmen ein Lager im süddeutschen Neuenburg am Rhein eröffnen wird. Die Lagerfläche beträgt rund 90.000 m². Die Inbetriebnahme erfolgt in Etappen zwischen 2025 und 2028. Die Grundsteinlegung erfolgte im September 2024.

## Umsatzentwicklung

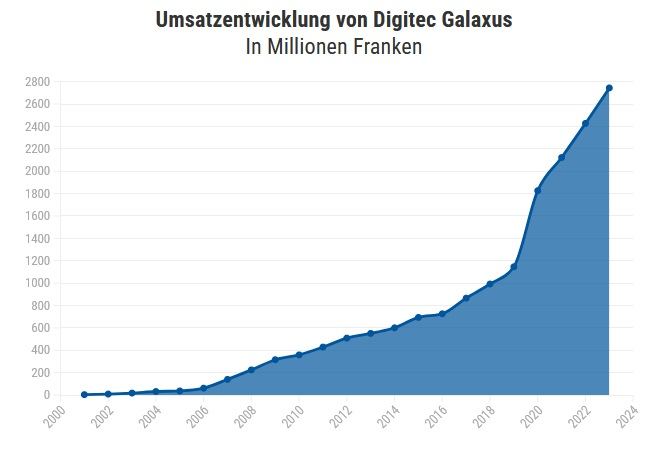
Umsatzentwicklung von Digitec Galaxus (2001–2023)

Die tabellarische Entwicklung des Umsatzes von 2001 bis 2024 jeweils in Millionen Schweizer Franken.
| Jahr | Umsatz |
| ---- | ------ |
| 2001 | 4      |
| 2002 | 9      |
| 2003 | 18     |
| 2004 | 32     |
| 2005 | 37     |
| 2006 | 62     |
| 2007 | 140    |
| 2008 | 225    |
| 2009 | 316    |
| 2010 | 359    |
| 2011 | 429    |
| 2012 | 509    |
| 2013 | 551    |
| 2014 | 601    |
| 2015 | 694    |
| 2016 | 726    |
| 2017 | 866    |
| 2018 | 992    |
| 2019 | 1146   |
| 2020 | 1826   |
| 2021 | 2122   |
| 2022 | 2427   |
| 2023 | 2744   |
| 2024 | 3228   |

## Sonstiges
- Ein Faktor für den grossen Erfolg von Digitec Galaxus ist, dass Amazon, anders als in allen Nachbarländern, nicht direkt in der Schweiz aktiv ist (Stand August 2025).[63]
- Seit April 2017 setzt Digitec Galaxus auf Gamification.[64]
- Im Bereich Marketing bietet sich das Unternehmen für zielgerichtete Werbung, auch in Form von Paketbeilagen, an.[65]
- 2017 wurde bekannt, dass bei einem Datenleck Kundendaten entwendet worden waren. 50 Betroffene meldeten sich beim Unternehmen.[66][67]
- 2019 gab Digitec Galaxus bekannt, dass in den Onlineshops mit Kryptowährungen bezahlt werden kann.[68]
- Im August 2017 verlängerte Digitec Galaxus in der Schweiz das Rückgaberecht von 14 auf 30 Tage.[69]

## Kritik

### Datenschutz
Im April 2024 veröffentlichte der Eidgenössische Datenschutz- und Öffentlichkeitsbeauftragte (EDÖB) einen Schlussbericht, in dem er die Digitec Galaxus AG u. a. dafür kritisiert, dass ein Kauf ausschliesslich mit einem Kundenkonto erfolgen kann. Das Fehlen einer Möglichkeit eines Gastkaufs verstosse gegen das Bundesgesetz über den Datenschutz vom 19. Juni 1992.

### Dynamische Preise
Das Dynamic Pricing wurde kritisiert, da die Preise im Onlineshop immer wieder stark schwanken würden.